# Distrito electoral de Richland V
Richland V (en inglés: Richland V Precinct) es un distrito electoral ubicado en el condado de Sarpy en el estado estadounidense de Nebraska. En el Censo de 2010 tenía una población de 1442 habitantes y una densidad poblacional de 2.183,37 personas por km².

## Geografía
Richland V se encuentra ubicado en las coordenadas 41°11′7″N 96°7′45″O / 41.18528, -96.12917. Según la Oficina del Censo de los Estados Unidos, Richland V tiene una superficie total de 0.66 km², de la cual 0.66 km² corresponden a tierra firme y (0%) 0 km² es agua.

## Demografía
Según el censo de 2010, había 1442 personas residiendo en Richland V. La densidad de población era de 2.183,37 hab./km². De los 1442 habitantes, Richland V estaba compuesto por el 94.24% blancos, el 0.83% eran afroamericanos, el 0.21% eran amerindios, el 1.53% eran asiáticos, el 0% eran isleños del Pacífico, el 1.11% eran de otras razas y el 2.08% pertenecían a dos o más razas. Del total de la población el 3.88% eran hispanos o latinos de cualquier raza.